# Trigonotis nankotaizanensis
Trigonotis nankotaizanensis är en strävbladig växtart som först beskrevs av Shun-ichi Syun'iti Sasaki, och fick sitt nu gällande namn av Masamune och Ohwi. Trigonotis nankotaizanensis ingår i släktet Trigonotis och familjen strävbladiga växter. Inga underarter finns listade i Catalogue of Life.